# 팀포지
팀포지(TeamForge, 구 명칭: 소스포지 엔터프라이즈 에디션, SourceForge Enterprise Edition)는 협력 버전 관리 겸 소프트웨어 개발 관리 시스템이다. 다양한 소프트웨어 개발 라이프사이클에 관한 서비스를 지원하는 프론트-엔드를 갖추고 있다. 여러 자유 소프트웨어 / 오픈 소스 소프트웨어 애플리케이션( PostgreSQL, 서브버전 등)을 지원한다.
팀포지는 원래는 오픈 소스 소프트웨어였다. 소스포지는 v2.5 프로토타입 코드 때부터 상용화되었으며, 소스포지 엔터프라이즈 에디션이 나오면서 사유 소프트웨어로 라이선스가 바뀌었다. 원래의 코드베이스는 분기되어서 그누 프로젝트의 사바네가 되었다. 또한 나중에 가서는 소스포지의 한 프로그래머에 의해 지포지라는 이름의 소프트웨어로 분기되기도 하였다. 소스포지 엔터프라이즈 에디션은 원래는 VA 소프트웨어가 판매하였으나, 현재는 2007년 4월 24일에 콜랩넷에 인수되어 콜랩넷이 판매하고 있다.
소스포지.넷은 오픈 소스 테크놀로지 그룹(OSTG, Inc.)가 소유•운영하고 있다.

## 같이 보기
- 그누 사반나
- 리브레소스